# Грабовецька сільська рада (Тернопільський район)
Грабове́цька сільська́ ра́да — адміністративно-територіальна одиниця та орган місцевого самоврядування в Тернопільському районі Тернопільської області. Адміністративний центр — село Грабовець.

## Загальні відомості
- Територія ради: 19,22 км²
- Населення ради: 1 220 осіб (станом на 2001 рік)
- Територією ради протікає річка Гнізна

## Населені пункти
Сільській раді були підпорядковані населені пункти:
- с. Грабовець
- с. Білоскірка

## Населення
За переписом населення України 2001 року в сільській раді мешкало 1218 осіб.

### Мова
Розподіл населення за рідною мовою за даними перепису 2001 року:
| Мова       | Відсоток |
| ---------- | -------- |
| українська | 99,84 %  |
| російська  | 0,16 %   |

## Склад ради
Рада складалася з 16 депутатів та голови.
- Голова ради: Карашівський Ярослав Миколайович

### Керівний склад попередніх скликань
| Прізвище, ім'я, по батькові      | Основні відомості                                                                                                | Дата обрання | Дата звільнення |
| -------------------------------- | --- | ------------ | --------------- |
| Карашівський Ярослав Миколайович | Сільський голова, 1959 року народження, освіта середня спеціальна, член Всеукраїнського об'єднання «Батьківщина» | 26.03.2006   | 31.10.2010      |
| Карашівський Ярослав Миколайович | Сільський голова, 1959 року народження, освіта середня спеціальна, член Всеукраїнського об'єднання «Батьківщина» | 31.10.2010   |                 |

Примітка: таблиця складена за даними сайту Верховної Ради України

### Депутати
За результатами місцевих виборів 2010 року депутатами ради стали:

#### За суб'єктами висування
| Суб'єкт висування                                       | Кількість обраних депутатів | %    |
| ------------------------------------------------------- | --------------------------- | ---- |
| Самовисування                                           | 13                          | 81,3 |
| Політична партія Всеукраїнське об'єднання «Батьківщина» | 3                           | 18,8 |

#### За округами
| № округу                                                | Прізвище, ім'я, по батькові     | Дата визнання обраним | Освіта             | Партійна приналежність                        | Відомості про обраного депутата     |
| ------------------------------------------------------- | ------------------------------- | --------------------- | ------------------ | --------------------------------------------- | ----------------------------------- |
| Політична партія Всеукраїнське об'єднання «Батьківщина» |                                 |                       |                    |                                               |                                     |
| 5                                                       | Березовський Ярослав Васильович | 31.10.2010            | вища               | член Всеукраїнського об'єднання «Батьківщина» | ВО «Батьківщина», юрист             |
| 15                                                      | Скочиляс Ярослав Іванович       | 31.10.2010            | середня            | член Всеукраїнського об'єднання «Батьківщина» | тимчасово не працює                 |
| 16                                                      | Жовнір Мирослав Володимирович   | 31.10.2010            | середня            | член Всеукраїнського об'єднання «Батьківщина» | Міськшляхрембуд, машиніст           |
| Самовисування                                           |                                 |                       |                    |                                               |                                     |
| 1                                                       | Жуківський Василь Васильович    | 31.10.2010            | вища               | позапартійний                                 | приватний підприємець               |
| 2                                                       | Семенчук Володимир Романович    | 31.10.2010            | середня            | позапартійний                                 | тимчасово не працює                 |
| 3                                                       | Кобилянський Андрій Степанович  | 31.10.2010            | вища               | позапартійний                                 | ТНЕУ, студент                       |
| 4                                                       | Бобрівець Володимир Ярославович | 31.10.2010            | вища               | позапартійний                                 | Укртелеком, інженер                 |
| 6                                                       | Салабай Ірина Тарасівна         | 31.10.2010            | середня спеціальна | позапартійна                                  | Грабовецька Сільська рада, секретар |
| 7                                                       | Жуківський Василь Едуардович    | 31.10.2010            | середня спеціальна | позапартійний                                 | пенсіонер                           |
| 8                                                       | Шліхта Андрій Михайлович        | 31.10.2010            | вища               | позапартійний                                 | ТНПУ, студент                       |
| 9                                                       | Звада Степан Миколайович        | 31.10.2010            | середня            | позапартійний                                 | приватний підприємець               |
| 10                                                      | Дерев'яний Андрій Олегович      | 31.10.2010            | вища               | позапартійний                                 | ТНЕУ, студент                       |
| 11                                                      | Деревляний Ігор Васильович      | 31.10.2010            | середня            | позапартійний                                 | тимчасово не працює                 |
| 12                                                      | Дерев'яний Сергій Богданович    | 31.10.2010            | вища               | позапартійний                                 | ТНТУ, студент                       |
| 13                                                      | Заблоцький Андрій Ярославович   | 31.10.2010            | середня            | позапартійний                                 | тимчасово не працює                 |
| 14                                                      | Корендій Ігор Романович         | 31.10.2010            | вища               | позапартійний                                 | тимчасово не працює                 |